# 分類不能型免疫不全症
分類不能型免疫不全症（ぶんるいふのうがためんえきふぜんしょう、Common variable immunodeficiency、CVID）は、特に免疫グロブリン「Ig」タイプのIgG、IgM、IgAにおいて、感染症の再発と低抗体を特徴とする免疫障害。一般的に症状には、外来の侵入者に対する高い感受性、慢性的肺疾患、胃腸炎が含まれる。この病気は男性と女性に等しく発生する。この状態は子供や10代に見られるが、一般的には成人になるまで診断も認識もされない。診断時の平均年齢は20-50歳である。ただし、症状は人によって大きく異なる。「Variable」とは、再発性細菌感染、自己免疫疾患、リンパ腫、胃腸疾患のリスクの増加を含む、この病気の不均一な臨床症状を指す。CVIDは生涯にわたる病気である。
CVIDの原因はよく分かっていない。 CD19、CD20、CD21、CD80などの細胞表面タンパク質や、サイトカイン受容体を形作る遺伝子の欠失が原因である可能性がある。この疾患は、T細胞の欠陥、すなわち増殖機能の低下によって定義される。この病気は診断が難しく、発症後診断までに平均6-7年かかる。CVIDは原発性免疫不全症候群である。
治療の選択肢は限られており、通常、生涯にわたる免疫グロブリン補充療法が行われる。この治療法は、細菌感染を減らすのに役立つと考えられている。この治療だけでは完全に効果的ではなく、多くの人がなお肺疾患や非感染性の炎症などの他の症状を経験している。
CVIDは60年以上前に最初に診断され、それ以来、一次抗体欠損症の主要な例として浮上してきた。世界中で2万5000人に1人から5万人に1人が罹患していると考えられている。